# Proasellus walteri
Proasellus walteri là một loài chân đều trong họ Asellidae. Loài này được Chappuis miêu tả khoa học năm 1948.